# خوسيه لويس مارتينيز
خوسيه لويس مارتينيز (بالإسبانية: José Luis Martínez)‏ هو لاعب رماية إسباني، ولد في 8 نوفمبر 1926 في سان سيباستيان في إسبانيا، وتوفي في 8 يناير 2014.

## وصلات خارجية
- خوسيه لويس مارتينيز على موقع أوليمبيديا (الإنجليزية)